# Tino Fernández Vázquez
Marcelino Fernández Vázquez (San Pedro de Nós, La Coruña, España, 14 de febrero de 1925), conocido como Tino, fue un futbolista español. Jugaba de delantero.

## Clubes
| Años      | Equipo                       | Partidos (Liga) | Goles |
| --------- | ---------------------------- | --------------- | ----- |
| 1949-1951 | R. C. Deportivo de La Coruña | 53              | 21    |
| 1951-1952 | Real Zaragoza                | 10              | 2     |
| 1952-1957 | R. C. Deportivo de La Coruña | 86              | 18    |